# ヘンカス・ファン・ヴィック
ヘンドリック・ヤコブス・ファン・ヴィック（Hendrik Jacobus van Wyk、1992年3月2日 - ）は、メジャーリーグラグビーサンディエゴ・リージョンに所属するラグビー選手。

## プロフィール
- ニックネームはヘンカス(Hencus)。
- 南アフリカ共和国・ハウテン州出身[1]。
- ポジションはプロップ(PR)。
- 身長 183cm、体重 115kg
- U20南アフリカ代表候補に選ばれたことがある[2]。
- 世界選抜に選ばれたことがある[3]。
- バーバリアンズに選ばれたことがある[4]。

## 来歴
ラグビーは6歳から始めた。
ニールストロム高校、ブルズを経て、2015年、宗像サニックスブルースに加入。同年9月6日に行われたトップキュウシュウAの新日鉄住金八幡ラグビー部戦に先発出場で日本での公式戦初出場を果たす。
2017年12月にはサンウルブズの2018年スコッドに追加招集された。
2019年、宗像サニックスブルースを退団した。
2020年、サンディエゴ・リージョンに加入。翌2021年、NTTドコモレッドハリケーンズに加入。同年7月、フリーステイト・チーターズに加入。同年12月、サンディエゴ・リージョンに復帰。